# Raymond Lee Harvey
Raymond Lee Harvey (* 1944 in Ohio, USA) ist ein amerikanischer Staatsbürger, der vom Secret Service verhaftet wurde, nachdem er zehn Minuten vor der Rede von Präsident Jimmy Carter in der Civic Center Mall in Los Angeles am 5. Mai 1979 mit einer funktionsunfähigen Startpistole angetroffen worden war.
Obwohl er in der Vergangenheit psychisch krank war, untersuchte die Polizei seine Behauptungen, er sei Teil einer Vier-Mann-Operation zur Ermordung des Präsidenten. Er behauptete, er sei von drei Latino-Männern angesprochen worden, die im Alan Hotel wohnten, ihm die Startpistole gaben und ihn baten, damit in den Boden zu schießen, um eine Ablenkung zu schaffen, damit sie den Präsidenten während des Aufenthalts von ihrem Hotelzimmer aus erschießen könnten. Laut Harvey feuerte er in der Nacht des 4. Mai sieben leere Patronen mit der Startpistole auf dem Hoteldach ab, um zu testen, wie viel Lärm es machen würde. Anschließend verbrachte er die Nacht in einem Raum, der von einem der Männer bewohnt wurde, den er als „Julio“ kannte, der jedoch später als 21-jähriger illegaler mexikanischer Ausländer identifiziert wurde, der den Namen Osvaldo Espinoza Ortiz trug. Zum Zeitpunkt seiner Verhaftung hatte Harvey acht Patronen in der Tasche sowie 70 nicht ausgegebene leere Patronen für die Waffe.
Die Namen „Lee Harvey“ und „Osvaldo“ (Osvaldo ist das spanische Äquivalent zu „Oswald“) führten zu Vergleichen mit Lee Harvey Oswald, der Präsident John F. Kennedy ermordete. Dies rief Verschwörungstheoretiker auf den Plan, die behaupteten, der Vorfall sei darauf ausgelegt, Carter zur Unterwerfung zu bringen. Obwohl ursprünglich als „eine Geschichte, die von einem betrunkenen Mann erzählt wurde“ abgetan, fand die Polizei, die die Behauptungen untersuchte, ein Zimmer im Alan Hotel, das unter dem Namen „Umberto Camacho“ gemietet wurde, dem Namen eines mutmaßlichen Verschwörers von Ortiz, einen Schrotflintenkoffer und drei nicht ausgegebene Schuss Munition. Der Insasse hatte am Tag des mutmaßlichen Attentats aus dem Hotelzimmer ausgecheckt.
Harvey wurde aufgrund seines vorübergehenden Status gegen eine Kaution über 50.000 US-Dollar inhaftiert, und Ortiz wurde unterschiedlichen Berichten zufolge entweder als Tatzeuge gegen eine Kaution über 100.000 US-Dollar oder wegen eines Einbruchs aus einem Auto gegen eine Kaution über 50.000 US-Dollar festgehalten. Die Anklage gegen das Paar wurde schließlich aus Mangel an Beweisen abgewiesen.
Sein Alter zum Zeitpunkt der Veranstaltung wurde abwechselnd mit 34 oder 35 Jahren angegeben.
| Personendaten    | Personendaten              |
| ---------------- | -------------------------- |
| NAME             | Harvey, Raymond Lee        |
| KURZBESCHREIBUNG | US-amerikanischer Vagabund |
| GEBURTSDATUM     | 1944                       |